# Indywidualne Mistrzostwa Polski na Żużlu 1964
Indywidualne Mistrzostwa Polski na Żużlu 1964 – zawody żużlowe, mające na celu wyłonienie medalistów indywidualnych mistrzostw Polski w sezonie 1964. Rozegrano cztery turnieje ćwierćfinałowe, dwa półfinały oraz finał, w którym zwyciężył Andrzej Wyglenda.

## Finał
- Rybnik, 27 września 1964
- Sędzia: ?

| Msc. | Zawodnik            | Klub           | Pkt   |             |  |
| ---- | ------------------- | -------------- | ----- | ----------- |  |
| 1    | Andrzej Wyglenda    | Rybnik         | 14    | (3,3,3,2,3) |  |
| 2    | Joachim Maj         | Rybnik         | 13 +3 | (2,3,2,3,3) |  |
| 3    | Andrzej Pogorzelski | Gorzów Wlkp.   | 13 +2 | (1,3,3,3,3) |  |
| 4    | Stanisław Tkocz     | Rybnik         | 11    | (2,3,2,1,3) |  |
| 5    | Zbigniew Podlecki   | Gdańsk         | 9     | (3,2,3,1,d) |  |
| 6    | Jerzy Trzeszkowski  | Wrocław        | 9     | (2,0,3,2,2) |  |
| 7    | Andrzej Domiszewski | Wrocław        | 8     | (0,2,2,3,1) |  |
| 8    | Marian Rose         | Toruń          | 8     | (1,2,d,3,2) |  |
| 9    | Józef Batko         | Rzeszów        | 8     | (3,1,1,2,1) |  |
| 10   | Paweł Waloszek      | Świętochłowice | 7     | (3,2,u,d,2) |  |
| 11   | Jan Mucha           | Świętochłowice | 5     | (0,0,2,2,1) |  |
| 12   | Jan Tkocz           | Gdańsk         | 4     | (1,1,1,1,0) |  |
| 13   | Mieczysław Połukard | Bydgoszcz      | 3     | (2,1,0,0,0) |  |
| 14   | Edmund Migoś        | Gorzów Wlkp.   | 3     | (0,1,0,0,2) |  |
| 15   | Stanisław Skowron   | Opole          | 3     | (1,0,0,1,1) |  |
| 16   | Stanisław Kaiser    | Gdańsk         | 1     | (0,0,1,0,0) |  |